# The Last Days of the Hate Bombs
The Last Days of the Hate Bombs ist ein 2003 produzierter US-amerikanischer Musik-Dokumentarfilm über die letzten Tage der bekanntesten Rockband aus Orlando, die Hate Bombs. Regie führte der Sänger der Post-Hardcore-Band Save Our Souls George William. Zudem war er in dem Film auch als Kameramann tätig. Am 6. Februar 2003 wurde der Film auf DVD veröffentlicht.

## Inhalt
Der 70-minütige Dokumentarfilm begleitet die Hate Bombs auf ihrer letzten Bandtournee. Gezeigt werden Konzertausschnitte von Konzerten, welche die Band entlang der Westküste der Vereinigten Staaten, in Kanada und ihrem letzten Konzert, das im Kit Kat Club stattfand. Begleitet wurde die Band von der Gruppe Invisible Men aus Los Angeles. Zudem wurden Interviews mit den Bandmitgliedern geführt, die das Innenleben einiger Musiker der Band beleuchtet. Auch sind bekannte Songs der Band in dem Film zu hören.